# Wyeomyia diabolica
Wyeomyia diabolica är en tvåvingeart som beskrevs av Lane och Oswaldo Paulo Forattini 1952. Wyeomyia diabolica ingår i släktet Wyeomyia och familjen stickmyggor. Inga underarter finns listade i Catalogue of Life.